# Vincentia badia
Vincentia badia – gatunek ryby z rodziny apogonowatych (Apogonidae). 

## Występowanie
Występuje w wodach wschodniego Oceanu Indyjskiego u wybrzeży Australii, jest on endemitem tego państwa. Zaobserwowano go na płytkiej wodzie do około 1 metra, w okolicy raf koralowych.

## Charakterystyka
Osiąga do 10 centymetrów długości.